# Roger Knapman

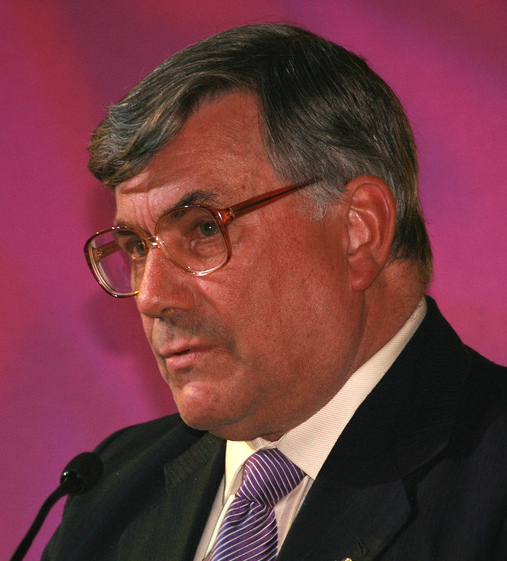
Roger Knapman (2007)

Roger Knapman (n. 20 februarie 1944) este un om politic britanic, membru al Parlamentului European în perioada 2004-2009 din partea Regatului Unit.
1. ↑  Deputații în Parlamentul European
2. 1 2  Hansard 1803–2005